# Atrichoparia curticornis
Atrichoparia curticornis är en tvåvingeart som först beskrevs av Krober 1940.  Atrichoparia curticornis ingår i släktet Atrichoparia och familjen stekelflugor. Inga underarter finns listade i Catalogue of Life.